# Idiophantis
Idiophantis é um gênero de traça pertencente à família Agonoxenidae.